# Deutscher Anwaltverein
Der Deutsche Anwaltverein (DAV) e. V., wurde im Jahre 1871 in Bamberg als Interessenvertretung der deutschen Anwaltschaft gegründet und hat heute seinen Sitz in Berlin.
Im DAV sind 253 lokale Anwaltvereine im In- und Ausland organisiert. Hauptgeschäftsführerin ist seit April 2020 Sylvia Ruge.

## Zweck
Zweck des Vereins ist nach seiner Satzung die Wahrung und Förderung aller beruflichen und wirtschaftlichen Interessen der Anwaltschaft und des Anwaltsnotariats. Er vertritt die Interessen der deutschen Anwaltschaft auf nationaler, europäischer und internationaler Ebene. Durch die Stärkung des Anwaltsberufs will er einen Beitrag zur Festigung der verfassungsgemäßen Rechtsordnung leisten und insbesondere zur Wahrung von Grund- und Menschenrechten beitragen sowie die Teilhabe der Bürgerinnen und Bürger am Recht fördern. Der Pflege von Gemeinsinn und wissenschaftlichem Geist fühlt sich der DAV verpflichtet.
Neben diesen Aufgaben widmet sich der DAV über die Deutsche Anwaltakademie der Fort- und Weiterbildung der Anwaltschaft. Um die Qualität anwaltlicher Dienstleistungen sichtbar zu machen und das Fortbildungsengagement der Anwaltschaft weiter zu fördern, hat der DAV im Jahr 2006 die DAV-Fortbildungsbescheinigung geschaffen, die denjenigen Mitgliedern, die sich regelmäßig fortbilden, ausgestellt wird.
Im September 2020 wurde nach zweijährigem Entwicklungsprozess das „Leitbild des DAV und seiner Mitgliedsvereine“ beschlossen. Es formuliert Selbstverständnis, Anspruch und Vision des Verbands.
Der DAV ist im Lobbyregister für die Interessenvertretung gegenüber dem Deutschen Bundestag und der Bundesregierung zur Registernummer R000952 eingetragen.

## Geschichte
Nach seiner Gründung 1871 war der DAV zehn Jahre lang in Berlin ansässig, anschließend von 1881 bis 1932 am Sitz des Reichsgerichts in Leipzig. Unter anderem aus Missbilligung des Umzugs nach Berlin 1932 legte der ab 1924 amtierende Präsident Martin Drucker sein Amt nieder. Nachfolger wurde Rudolf Dix. Letzter Präsident in der Zeit des Nationalsozialismus war Hermann Voss, bevor der Verein im Jahre 1934 durch Walter Raeke aufgelöst und auf Befehl von Hans Frank gleichgeschaltet wurde. Nach dem Ende des Zweiten Weltkriegs erfolgte die Wiedergründung des DAV auf Initiative des Hamburger Rechtsanwalts und ersten Nachkriegspräsidenten Emil von Sauer mit Sitz in Hamburg bis 1977. Seit dieser Neugründung sind nicht mehr die einzelnen Rechtsanwälte Mitglieder des DAV, sondern jeweils die örtlichen Anwaltvereine, die teilweise in Landesverbänden organisiert sind. Seit 2000 befindet sich der Sitz des Vereins, der zwischenzeitlich in Bonn lag, wieder in Berlin.

### Präsidenten
Nach dem Krieg ging die Wiederentstehung des Vereins auf die Bemühungen seines ersten Nachkriegspräsidenten Emil von Sauer zurück. Von Sauer hatte zunächst den Hamburgischen Anwaltverein und den DAV-Nord-West gegründet und verwirklichte im Jahr 1948 den Zusammenschluss aller Anwaltsvereine und -verbände zum heutigen Deutschen Anwaltverein. Weitere Präsidenten des DAV seit der Neugründung waren:
- 1948–1959: Emil von Sauer († 1967)
- 1959–1963: Walter Oppenhoff († 2001)
- 1963–1970: Hans Merkel († 1993)
- 1970–1974: Werner Deuchler († 1992)
- 1974–1978: Helmut Wagner
- 1978–1983: Hans-Jürgen Rabe († 2014)
- 1983–1988: Ludwig Koch († 2019)
- 1988–1991: Erhard Senninger († 1996)
- 1991–1994: Günter Schardey († 2015)
- 1994–1998: Felix Busse
- 1998–2003: Michael Streck († 2021)
- 2003–2009: Hartmut Kilger
- 2009–2015: Wolfgang Ewer
- 2015–2019: Ulrich Schellenberg[11]
- 2019–2025: Edith Kindermann[12]
- seit 2025: Stefan von Raumer[13]

### Weitere Persönlichkeiten
- Horst Egon Berkowitz, ab 1979 Ehrenmitglied[14]
- Hans-Jürgen Hellwig, Ehrenmitglied

## Ausschüsse
Eine intensive Beschäftigung mit der Gesetzgebung findet in den Gesetzgebungs- und Fachausschüssen statt. Die beteiligten Rechtsanwältinnen und Rechtsanwälte üben ihre Funktion ehrenamtlich aus. Die Gesetzgebungsausschüsse erarbeiten Stellungnahmen zu wichtigen Gesetzesentwürfen, die Fachausschüsse sind Unterstützung für Vorstand und Geschäftsführung bei verbandsinternen Fragestellungen.
DAV-Ausschüsse bestehen für die Bereiche:
- Anwaltsethik & Anwaltskultur
- Anwaltsnotariat
- Arbeitsrecht
- Aus- und Fortbildung
- Außergerichtliche Konfliktbeilegung
- Bank- & Kapitalmarktrecht
- Privates Bau- & Architektenrecht
- Berufsrecht
- Comité National der UIA
- Corporate Social Responsibility und Compliance
- Deutsche CCBE-Delegation
- Elektronischer Rechtsverkehr
- Erbrecht
- Europa
- Familienrecht
- Gefahrenabwehrrecht
- Geistiges Eigentum
- Ausschussübergreifende Arbeitsgruppe Geldwäsche
- Gender & Diversity
- Handelsrecht
- Informationsrecht
- Insolvenzrecht
- Medizinrecht
- Menschenrechte
- Miet- & Wohnrecht
- Migrationsrecht
- Rechtsdienstleistungsrecht
- Rechtsverfolgungshilfe
- ReNo
- RVG und Gerichtskosten
- Sozialrecht
- Steuerrecht
- Strafrecht
- Umweltrecht
- Verfassungsrecht
- Vergaberecht
- Verkehrsrecht
- Versicherungsrecht
- Verwaltungsrecht
- Zivilrecht
- Zivilverfahrensrecht

## Arbeitsgemeinschaften
Die 31 Arbeitsgemeinschaften bieten den Anwältinnen und Anwälten Gedanken- und Erfahrungsaustausch und spezialisierte Fortbildung auf ihrem jeweiligen Fachgebiet. Mitglied in einer Arbeitsgemeinschaft des DAV können alle Mitglieder eines örtlichen Anwaltsvereins werden, die sich für die Ziele und Inhalte der einzelnen Arbeitsgemeinschaften interessieren. Teilweise lassen die Arbeitsgemeinschaften auch Gastmitglieder zu, die keinem Anwaltverein angehören. Die Arbeitsgemeinschaften sind unselbstständige Organe des Deutschen Anwaltvereins. Sie werden von einem Geschäftsführenden Ausschuss geleitet, der aus dem Kreis der Mitglieder gewählt wird.
Die Arbeitsgemeinschaften umfassen die Rechtsgebiete der nach der Fachanwaltsordnung geregelten Fachanwaltschaften und einige dort nicht genannte Spezial- und Querschnittsgebiete, wie beispielsweise Allgemeinanwalt, Anwältinnen, Anwaltsnotariat, Kanzleimanagement, Internationales Wirtschaftsrecht, Mediation und Syndikusanwälte. Die größte Arbeitsgemeinschaft des DAV ist die Arbeitsgemeinschaft Familienrecht. Besonders mitgliederstark sind außerdem die Arbeitsgemeinschaft Verkehrsrecht des DAV e.V und die Arbeitsgemeinschaft Arbeitsrecht im Deutschen Anwaltverein.
Es existieren folgende Arbeitsgemeinschaften (alphabetisch geordnet):
- Agrarrecht
- Allgemeinanwalt
- Anwältinnen
- Anwaltsnotariat
- Arbeitsrecht
- Bank- und Kapitalmarktrecht
- Bau- und Immobilienrecht
- Betreuungsrecht
- Erbrecht
- Familienrecht
- FORUM Junge Anwaltschaft[15]
- Geistiges Eigentum und Medien
- Handels- und Gesellschaftsrecht
- IT-Recht (davit)
- Insolvenzrecht und Sanierung
- Internationales Wirtschaftsrecht
- Kanzleimanagement
- Mediation
- Medizinrecht
- Mietrecht und Immobilien
- Migrationsrecht
- Sozialrecht
- Sportrecht
- Steuerrecht
- Strafrecht
- Syndikusanwälte
- Transport- und Speditionsrecht
- Vergaberecht
- Verkehrsrecht
- Versicherungsrecht
- Verwaltungsrecht

## Deutscher Anwaltstag
Die wichtigste Veranstaltung des DAV ist der jährlich in einem anderen Bundesland stattfindende Deutsche Anwaltstag.
| Nr. | Datum             | Ort                  | Motto                                                                           |  |
| --- | ----------------- | -------------------- | ------------------------------------------------------------------------------- |  |
| 65  | 26.–28. Juni 2014 | Stuttgart            | Freiheit gestalten                                                              |  |
| 66  | 11.–13. Juni 2015 | Hamburg              | Streitkultur im Wandel – weniger Recht?                                         |  |
| 67  | 1.–3. Juni 2016   | Berlin               | Wenn das Strafrecht alles richten soll – Ultima Ratio oder Aktionismus?         |  |
| 68  | 24.–26. Juni 2017 | Essen                | Innovationen & Legal Tech                                                       |  |
| 69  | 6.–8. Juni 2018   | Mannheim             | Fehlerkultur in der Rechtspflege                                                |  |
| 70  | 15.–17. Mai 2019  | Leipzig              | Rechtsstaat leben                                                               |  |
| 71  | 15.–19. Juni 2020 | online               | Die Kanzlei als Unternehmen                                                     |  |
| 72  | 7.–11. Juni 2021  | online               | Die Anwaltschaft in besonderer Verantwortung – 150 Jahre Deutscher Anwaltverein |  |
| 73  | 20.–24. Juni 2022 | Hamburg (und online) | Miteinander für das Recht                                                       |  |
| 74  | 14.–16. Juni 2023 | Wiesbaden            | Mit Recht nachhaltig                                                            |  |
| 75  | 5.–7. Juni 2024   | Bielefeld            | Digitale Welt                                                                   |  |
| 76  | 2.–6. Juni 2025   | Berlin               | Rechtsstaatlichkeit stärken, Freiheit bewahren                                  |  |

## Ehrungen
Der Deutsche Anwaltverein verleiht verschiedene Ehrungen.

### Ehrenzeichen der deutschen Anwaltschaft
Das Ehrenzeichen der deutschen Anwaltschaft erhalten seit 1980 Anwältinnen und Anwälte, die sich um ihren Berufsstand verdient gemacht haben. In besonderen Fällen kann es auch an Nicht-Anwälte verliehen werden. Das Ehrenzeichen wird in Form einer Kleinskulptur des Künstlers Karl J. Dierkes verliehen.

### Maria-Otto-Preis
Der Maria-Otto-Preis wird seit 2010 an Rechtsanwältinnen und Personen, die sich in besonderem Maße um die Belange von Frauen in Beruf, Justiz, Politik und Gesellschaft verdient gemacht haben, verliehen. Er ist nach der ersten deutschen Rechtsanwältin Maria Otto benannt.

### Hans-Dahs-Plakette
Die Hans-Dahs-Plakette ist laut DAV die „höchste Auszeichnung der deutschen Anwaltschaft“ und wird an Rechtsanwältinnen und Rechtsanwälte verliehen, die sich sowohl um die Anwaltschaft als auch um deren Verbindung zur Wissenschaft verdient gemacht haben.

### Weitere Ehrungen
Darüber hinaus verleiht der Deutsche Anwaltverein die Walter-Oppenhoff-Medaille, den Rembert-Brieske-Preis, den DAV-Medienpreis, den LegalTech-Kanzleipreis und die Ehrenmitgliedschaft im DAV.

## Publikationen

### Anwaltsblatt
Das Anwaltsblatt ist die Zeitschrift des Deutschen Anwaltvereins. Über den Online-Auftritt und die vierteljährlich erscheinende juristische Fachzeitschrift wird über aktuelle Entwicklungen in allen Rechtsgebieten informiert. Schwerpunkte sind Anwaltshaftung, Anwaltsvergütung, Anwaltsmarkt und das Berufsrecht der Rechtsanwälte. Das Anwaltsblatt ist mit etwa 60.000 Exemplaren neben der Neuen Juristischen Wochenschrift und den BRAK-Mitteilungen (die mittlerweile ausschließlich online erscheinen) eine der auflagenstärksten juristischen Fachzeitschriften im deutschen Sprachraum. Herausgeber sind Edith Kindermann, Martin Schafhausen, Christian Deckenbrock und Ruth Nobel.

### Katzenkönig
Der katzenkönig ist ein erstmals im Juni 2020 erschienenes juristisches Fachmagazin des Deutschen Anwaltvereins, das sich an Studierende und Referendare richtet. Es bietet online Informationen rund um das juristische Studium, zur Anwaltschaft und beschäftigt sich mit aktuellen Themen, Nachrichten und Interviews rund um den Anwaltsberuf. Der Vorgänger Anwaltsblatt Karriere, der seit Mai 2007 erschien, wurde eingestellt. Er hatte eine Auflage von 25.000 Exemplaren. Der Name des Magazins geht zurück auf den sogenannten Katzenkönigfall, einer bekannten Entscheidung des Bundesgerichtshofs aus dem Jahr 1988.

### Deutsche Anwaltauskunft
Seit 1999 betreibt der DAV die Deutsche Anwaltauskunft, ein Online-Portal, auf dem neben Adressen von Rechtsanwälten auch Kurzmeldungen zu Gerichtsurteilen, Hintergrundberichte, Reportagen, Kommentare und Interviews angeboten werden.